# Metoxiflurano
Anteriormente empleado como anestésico, hoy el Metoxiflurano se usa como analgésico inhalado.

## Características
El metoxifluorano es un líquido claro incoloro, de olor frutal dulce. No es inflamable, ni explosivo en aire ni en oxígeno, en concentraciones anestésicas.

## Propiedades
Este anestésico es el más potente de los agentes inhalatorios. Debido a su baja presión de vapor a temperatura ambiente, la concentración inspirada máxima que puede obtenerse es solo del 3%. La inducción anestésica es lenta y puede tardar unos 20 o 30 minutos.
Debido a su elevada liposolubilidad produce acumulación en el tejido adiposo. La difusión lenta desde estos sitios explica el período de recuperación prolongado y a veces inquieto, aunque sin dolor.

## Desventajas
El metoxifluorano aumenta el riesgo de nefrotoxicidad si se asocia a tetraciclinas. Así mismo, los anestésicos fluorados pueden ocasionar una nefropatía directa, debido a la liberación de fluoruro inorgánico durante su metabolismo. La incidencia de nefropatía es particularmente importante tras la exposición a metoxifluorano, por lo que este agente ha dejado de utilizarse en la anestesia clínica.